# 예나-아우어슈테트 전투
예나-아우어슈테트 전투(독일어: Schlacht bei Jena und Auerstedt 슐라흐트 바이 예나 운트 아우어슈테트[*], 프랑스어: bataille d'Iéna)는 나폴레옹 전쟁 중이던 1806년 10월 14일, 지금의 독일 튀링겐주 예나 및 아우어슈테트 일대에서 벌어진 전투이다. 나폴레옹 1세가 이끄는 프랑스 제국군과 프리드리히 빌헬름 3세가 이끄는 프로이센 왕국군이 교전을 벌여 프랑스군이 승리했다.
이 전투 결과 프로이센군은 엄청난 피해를 입었고, 그 후 추격전에서 완전히 괴멸당해 프로이센 모든 영토가 프랑스군에게 제압당했다. 사실상 독일 전역의 승패를 결정지은 전투라고 할 수 있다. 특히 아우어슈테트에 있던 루이 니콜라 다부 원수가 2배의 프로이센군을 격파한 것으로도 유명하다.

## 배경
1805년 나폴레옹은 아우스터리츠 전투에서 승리하여 제3차 대프랑스 동맹을 붕괴시켰다. 신성로마제국은 해체되고, 프랑스의 영향력 아래에 있는 라인 동맹이 결성되어 프랑스의 패권은 독일 중부까지 뻗치게 되었다. 나폴레옹은 라인 동맹 연방에 약 20만명의 프랑스군을 주둔시켰으나, 이것은 영역이 인접한 프로이센에게 위기감을 느끼게 하여 프로이센 국내에 반 나폴레옹의 애국자들을 생겨나게 만들었다.
처음 프로이센 왕 프리드리히 빌헬름 3세는 프랑스와 개전하는 것에 확실히 찬성하지는 않았다. 그것은 국왕의 소극적이고 우유부단한 성격도 한몫했으나 프로이센과 프랑스의 국력차를 고려한 정세 판단의 결과이기도 했다. 그러나 왕비 루이제, 프로이센 왕자 루이 페르디난트같은 반 나폴레옹의 급선봉은 계속해서 왕을 독촉하여 기어코 개전의 결의를 굳히게 만들었다.
1806년 7월 프로이센은 영국, 러시아, 작센 공국, 스웨덴과 함께 제4차 대프랑스 동맹을 결성하고, 프랑스에게 저항자세를 보였다. 8월말 프로이센은 프랑스에게 라인연방에 주둔한 군의 철수를 요청했다. 이것은 사실상 선전포고였다.
프로이센군은 약 15만명의 병력을 동원해 라인연방에 분산된 프랑스군의 각개격파를 계획했다. 이때 엘베강 유역에서 프랑스군을 맞아 싸우며 러시아의 원군을 기다린다는 작전도 제시되었으나, 이것은 소극적인 자세라고 하여 기각되었다. 그러나 공세를 결정했음에도 불구하고, 프로이센군의 동원은 느리게 진행되었다. 또 지휘권의 소재가 명확하지 않았기 때문에 작전계획은 아직 준비되지 않아, 각군의 연계는 불완전할 수밖에 없었다. 프로이센군의 남하가 개시된 것은 겨우 9월말이 되어서였다. 이렇게 프로이센군의 최초 움직임이 늦어짐으로써 프랑스군에게 태세를 정비할 수 있는 시간을 주고 말았다.
선전포고를 접한 나폴레옹은 처음엔 프로이센군의 움직임을 지켜보았다. 9월말 적의 목표가 마인츠 방면으로 진격하는 것이라고 판단한 나폴레옹은 즉시 분산된 20만 병력을 밤베르크(Bamberg)에 집결시켜, 거꾸로 프로이센 야전군을 격파한다는 작전을 세운다. 나폴레옹이 계획한 작전은 다음과 같다. 즉 모르티에의 제8군단을 마인츠에 배치하고, 진격하는 프로이센군과 대치하며 후방 연락선을 지킨다. 남은 전군은 튀링겐 근교에 존재하는 것으로 보이는 프로이센군 측면에 우익에서 돌아서 기동하여 전략적 포위에 의한 적 야전군을 일거에 격파하는 것이었다.

## 양군 전력

### 프랑스군
- 제국근위대(약 16,000명) - 나폴레옹 보나파르트
- 제1군단(약 20,000명) - 장 밥티스트 줄 베르나도트
- 제3군단(약 27,000명) - 루이 니콜라 다부
- 제4군단(약 32,000명) - 니콜라 장 드 듀 술트
- 제5군단(약 22,000명) - 장 란
- 제6군단(약 20,000명) - 미셸 네
- 제7군단(약 17,000명) - 샤를 피에르 프랑수아 오주로
- 기병예비군단(약 28,000명) - 요아힘 뮈라
- 총병력 - 약 182,000명

라자 카르노가 시작한 일련의 개혁에 의해 프랑스군은 국민병과 사단제를 중심으로 한 군대가 되었다. 1793년에 도입된 징병제는 프랑스군의 동원 병력을 비약적으로 증가시켰다. 또한 징집된 국민병에게는 종래의 용병에게는 없는 강함이 있었다. 말하자면 강한 애국심으로 이것을 공유하는 것으로 인해 생겨난 단결력이 있었다. 또한 도망에 대한 두려움이 낮았기 때문에 산병전술이 사용될 수 있었다.
한편 병력의 증가는 지휘통제의 어려움을 초래했다. 또 각 지역에서 작전을 실행했기 때문에 종래의 군대를 한곳에 집중시킨 편성으로는 대응할 수 없었다. 여기서 카르노가 채용한 것이 사단제였다. 사단은 보병, 기병, 포병의 이른바 삼병전술로 구성되어 독립적인 전투가 가능한 단위였다.
나폴레옹은 이것을 개량해 사단 상위조직으로 군단을 설립했다. 군단은 독자적인 병참조직을 갖고 작전 레벨에서 독립 행동이 가능한 단위였다. 이로 인해 프랑스군은 각 군단사령관의 가능행동의 폭을 넓혀 다방면에 펼쳐진 전력의 유연한 운용이 가능하게 되었다. 사령부 통신능력 강화로 일원적인 지휘도 유지할 수 있게 되었다. 이 유연성에 의거한 편성이 프랑스의 고도의 병참 처리능력과 맞물려 프랑스군은 동시대 군대중에서도 특히 높은 기동력을 얻는 데 성공했다.

### 프로이센군
- 중앙군(60,000명) - 프리드리히 빌헬름 3세, 브라운슈바이크 공작 카를 빌헬름 페르디난트
- 좌익군(42,000명) - 호엔로에 공작 프리드리히 루트비히
- 우익군(28,000명) - 에른스트 폰 뤼헬
- 예비군(15,000명) - 뷜텐베르크 백작 요한 다비드 루트비히
- 총병력 - 145,000명

총사령관은 프리드리히 빌헬름 3세가 맡았으나, 그는 군대를 지휘한 경험이 없었기에 실제 지휘는 최선임장교인 브라운슈바이크 공작이 맡았다. 그러나 엄밀하게 지휘권이 규정되어 있지 않았기 때문에 프로이센군의 지휘계통은 매우 혼란스러웠다. 그리고 통신 및 전령도 철저하지 못해 지휘의 미통일로 인해 각군의 연계는 어려웠다. 연계의 미비는 진군로 선택에 악영향을 끼쳐, 결과적으로 프로이센군의 기동력을 저하시켰다.
또한 프로이센군의 군사 편성 및 전투 교범은 7년 전쟁 당시와 비교해 큰 변화가 없어, 프랑스군에 비해 구식이 된 것을 부정할 수 없었다. 마센바흐 및 샤른호르스트들은 이전부터 개혁의 필요성을 역설했으나, 군대 내부에서 그들은 소수에 지나지 않았고, 개혁은 부분적이나마 실행될 수밖에 없었다. 프로이센군이 사단제를 도입한 것은 이 1806년 동원때가 처음이었다.

## 전투에 이르기까지의 기동

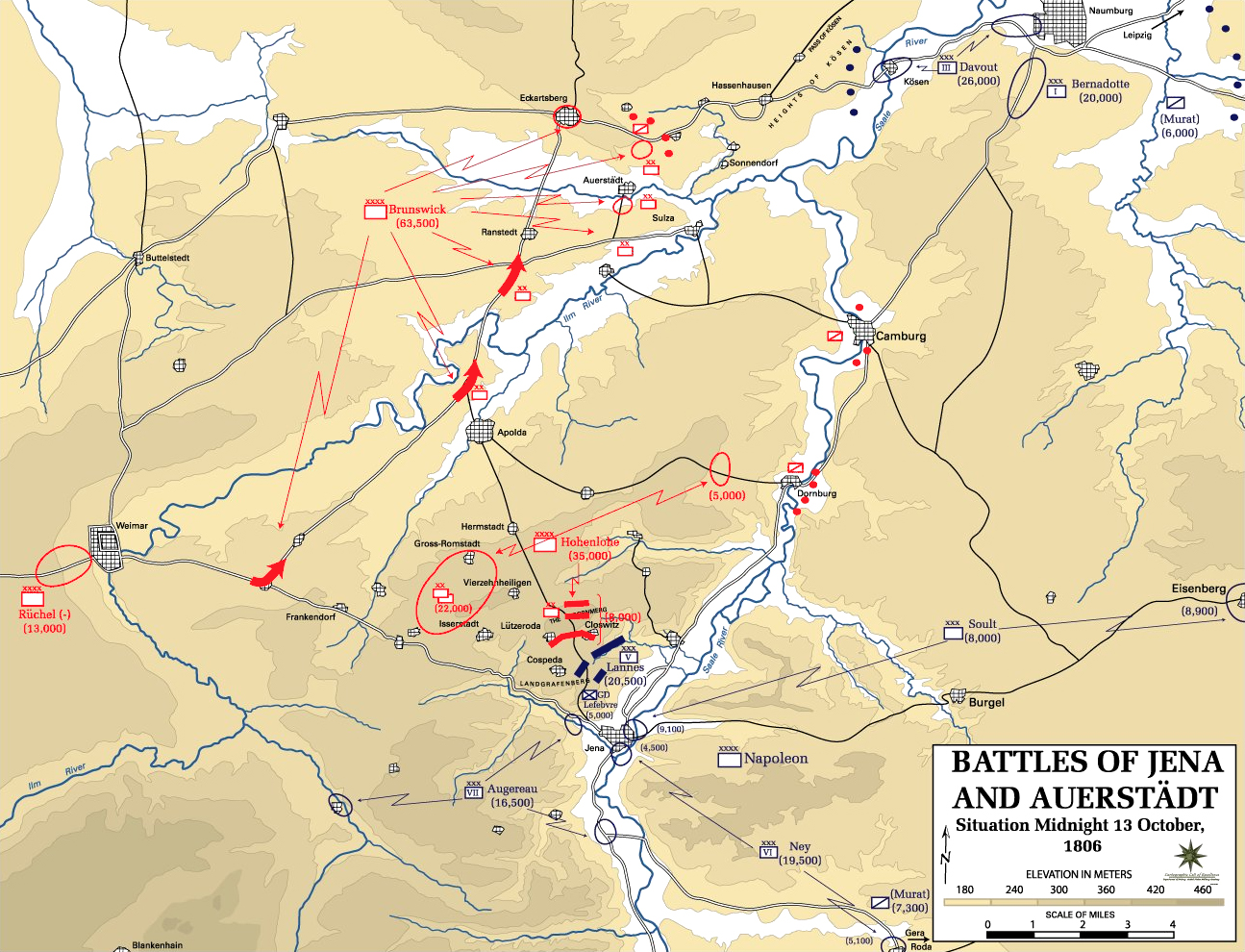
예나-아우어슈테트 전투.

프랑스군은 3개로 나눠, 즉 라이프치히, 및 드레스덴 방향으로 분진합격했다. 제5군단, 제7군단은 예나방면으로 진군했고, 친위대, 제1군단, 제3군단은 나움부르크 방면으로 진군했고, 제4, 제6군단은 게라방면으로 진군하며, 소규모 전투에서 프로이센군 선봉을 격파하면서 계속 진군했다. 프랑스군의 접근에 대해 브라운슈바이크는 결전을 위한 태세를 정비하기 시작했다.
10월 9일 시점에서 프로이센군 주력인 브라운슈바이크군은 바이마르, 호엔로에군은 예나, 뤼벨군은 에르푸르트(Erfurt), 예비대인 뷜텐베르크군은 마그데부르크에 있었다. 브라운슈바이크는 곧 뷜텐베르크에게 주력과 합류할 것을 명령했다. 그다음 뤼벨에게 작센-바이마르공작에게 분견대 1만명을 주어 마인츠방면으로 파견하여 프랑스군의 후방연락선을 위협하라는 명령을 내렸다. 브라운슈바이크는 호엔로에와 합류해 결전을 벌이려고 했다. 그러나 여기서 프로이센군의 지휘와 연락의 불철저함이 재앙이 되어, 행동으로 옮기기 전에 프랑스군이 접근했다.
10월 10일 이른아침, 란의 제5군단이 잘펠트(Saalfeld)근교에서 호엔로에군의 선봉인 프로이센 왕자 루이 페르디난트의 사단 약 8,000명과 접촉하여 잘펠트 전투가 벌어졌다. 제5군단은 정오를 지날 무렵 프로이센군을 격파하고 지휘관 루이 페르디난트를 전사시켰다. 프로이센군은 사상자 900명, 포로 1,800명의 피해를 입고 후퇴했고, 제5군단의 피해는 200명에 불과했다.
서전의 패배와 루이 페르디난트의 전사는 프로이센군의 사기를 크게 떨어뜨렸다. 프랑스군이 예상 이상으로 강하다는 것을 알게 된 프로이센군은 철수를 생각하기 시작했다. 본토까지 후퇴하여 러시아의 원군을 기다렸다가 반격에 나서자는 예전에 한번 기각된 작전을 다시 고쳐 실행하게 되었다. 그러나 철수의 찬반을 둘러싸고 군사회의는 분규가 일어나 결론을 내지 못하고 프로이센군은 시간만 허비하게 되었다.
10월 12일 다부의 제3군단이 나움부르크를 제압하고 시가지 서쪽에 야영지를 구축했다. 베르나도트의 제1군단은 같은날 저녁 시가지 남쪽에 도착해 똑같이 야영지를 구축했다. 나움부루크 점령소식은 프로이센군을 크게 동요시켰다. 프랑스군에 의해 포위될 것이라고 느끼게 된 것이다. 상황이 이렇게 되자 브라운슈바이크는 철수를 결심하고 프리드리히 빌헬름 3세도 이를 승인했다.
10월 13일 브라운슈바이크는 호엔로에군에게 예나근교에서 적의 전진을 저지하고 주력의 후퇴를 엄호할 것을 명령했다. 또한 뤼벨에게 분견대를 불러들여 호엔로에군과 합류시킬 것을 명령했다. 그 후 브라운슈바이크는 주력을 나움부르크 방면으로 후퇴시키기 시작했다. 이것이 이른 아침의 일이었다.
같은시각 제5군단이 예나에 도착해 시가지 북쪽에서 호엔로에군을 발견했다. 이 보고를 접한 나폴레옹은 이것이 프로이센군의 주력이라고 생각했다. 나폴레옹은 이 군대를 격파하기 위해 제4군단, 제6군단에게 강행군하여 본대와 합류할 것을 명령하고 자신도 친위대를 이끌고 예나로 향했다.
같은날 저녁 제3군단에게는 아포로다 방면으로 향하게 하고, 프로이센군의 배후를 찌르라는 명령서를 보냈다. 다부는 명령서를 복사해 베르나도트에게 보냈다. 참모장 베르티에는 다음과 같은 주의사항을 명령서에 첨부했다.
[귀관(다부)이 폰테 코르보 공작(베르나도트)과 함께 있는 상황에는 함께 진군하는게 좋습니다. 다만 황제는 그가 도르슨부르크에 있기를 원합니다.]
이것은 아직 도르슨베르크에 존재하는 프로이센군 분견대에 대처하기 위해서였다. 예나의 프로이센군이 주력이라고 오해한 나폴레옹은 도르슨베르크의 적군에게 측면을 위협받는 것을 경계했고, 또 그 지역을 확보하면 적군의 퇴로를 끊을 수 있다고 생각한 것이다. 그러나 이 주의항목으로 인해 베르나도트의 제1군단은 명령을 지켜 도르슨베르크로 향하게 되고, 다부의 제3군단은 단독으로 프로이센군 주력과 상대하게 되었다.

## 예나 전투

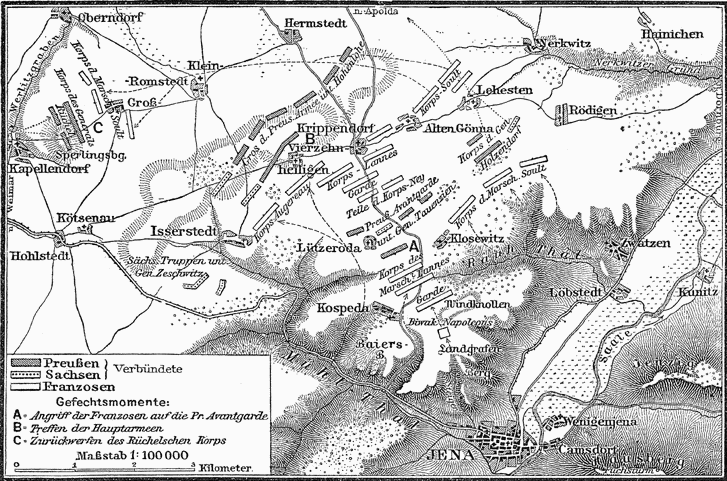
예나 전투

10월 14일 이 시점에서 프랑스군 주력의 집결은 완전히 종료되지 않았기에 나폴레옹의 휘하전력은 45,000명의 병력과 포 100문 전후였다. 나폴레옹은 포병을 란트그라펠베르크산에 올려보내 화력지원을 보강했다. 이에 비해 프로이센군은 호엔로에군 33,000명, 포 120문이었다. 잘펠트에서의 피해가 더해져, 도르슨부르크에서 측면방어를 위해 5,000명을 파견했기 때문에 이렇게 수적 열세에 놓이게 되었다. 호엔로에는 전날 뤼벨에게 원군을 요청했지만, 그들이 도착하기 전에 프랑스군은 행동을 개시했다.
오전 6시 프랑스군은 공격을 개시했다. 그날 짙은 안개가 깔렸지만, 이것이 프랑스군의 행동을 숨겨주게 되어, 일종의 기습효과를 나타나게 되었다. 장 란의 제5군단 20,000명이 선봉을 맡아 중앙으로 진출하고, 이어서 우익에서 술트의 제4군단 선봉 9,000명, 좌익에서 오주로의 제7군단 16,000명이 전진했다. 기습효과도 있어 얼마안가 제5군단은 크로즈비츠와 코스페다의 프로이센군을 격퇴하고 전선의 중앙을 압박해 들어갔다. 이로 인해 프로이센군의 전선은 크게 흔들려 붕괴의 위기를 맞이했다.
오전 9시 호엔로에는 예비대를 투입하고 프랑스군의 공격을 막았고, 그 사이에 전열의 재편에 착수했다. 필첸하이리겐을 중심으로 좌익은 헬무스포드, 우익은 이젤슈타트에 이르는 방어선을 형성했고, 이것을 거점으로 바이마르 방면에서 오는 뤼벨의 원군을 기다리기로 했다. 나폴레옹은 이를 호기로 보고 전군에게 적극적인 공격을 명령했다.
그 직후 미셜 네의 제6군단 선봉 4,000명이 전장에 도착해 나폴레옹에게서 명령을 기다리지 않고, 독단으로 제5군단의 좌익을 지나치며 돌격을 개시했다. 그러나 이미 프로이센군은 전열을 정비하는 데 성공해 제5군단의 돌격은 프로이센군의 반격에 의해 물거품이 되었다. 돌출된 적안으로 파고들던 제5군단은 프로이센 기병의 맹공을 받게 되었다. 나폴레옹은 베르트랑에게 친위대 기병 2개 연대를 주어 구출하기 위해 파견하면서 더불어 장 란에게 미셜 네를 지원하라고 명령했다.

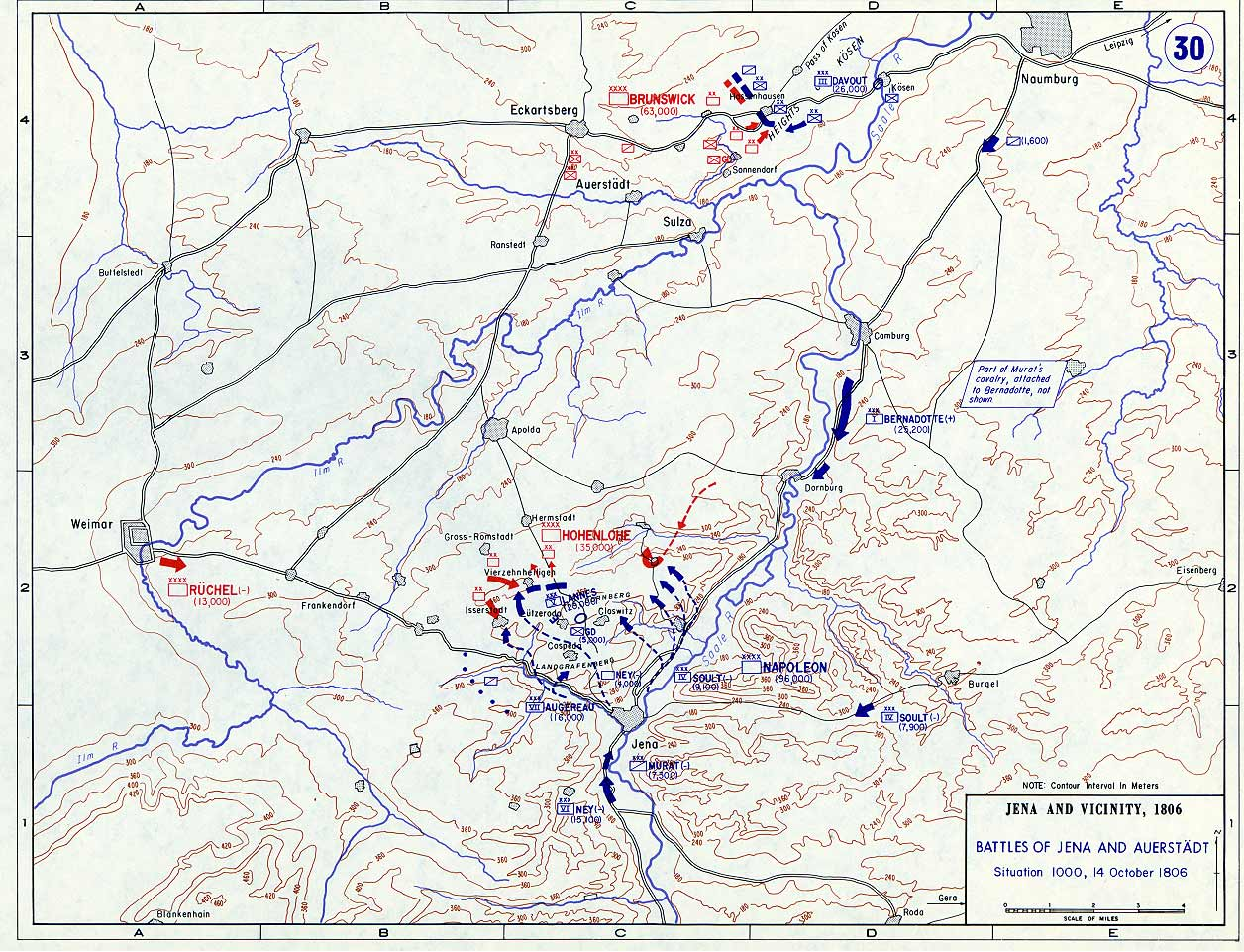
위치 - 10월 14일 오전 10시의 양군 배치도

오전 10시 도르슨부르크에 파견된 프로이센군 분견대 5,000명이 전장에 도착해 우익 술트의 제4군단에게 공격을 시작했다. 술트는 보병과 기병의 협동을 통해 이를 완전히 격퇴하고 측면의 안전을 확보하는 데 성공했다. 계속해서 제4군단은 헬무스포드의 프로이센군 좌익을 압박해 그로스-롬스타트까지 후퇴시켰다.
오전 11시 제5군단이 필센하이리겐을 제압해 다시 프로이센군의 전선 중앙에 위기가 찾아왔다. 이 지경에 이르자 호엔로에는 전군을 후퇴시키고 바이마르에 이르는 도로 방면에 모든 부대를 집중시켰다. 이제 프로이센군이 취할 수 있는 선택은 뤼벨의 지원을 얻어 전장에서 후퇴하는 수밖에는 없었다.
그러나 도로상에 집결로 인해 프로이센군은 엄폐물이 없는 상태에서 촌락의 담벼락을 이용한 프랑스군과 총격전을 벌이게 되었다.
오후 1시, 이 시점에서 프랑스군은 후속부대의 집결도 끝나 모든 전력이 갖추어졌다. 한편 프로이센군은 2시간에 이르는 총격전에서 뼈아픈 손실을 입어 붕괴 일보직전의 상태였다. 이미 일부 부대가 횡렬을 조직한 프랑스군의 공격에 견디는 것이 보이고 있었다. 승리를 확신한 나폴레옹은 총공격을 명령했다.

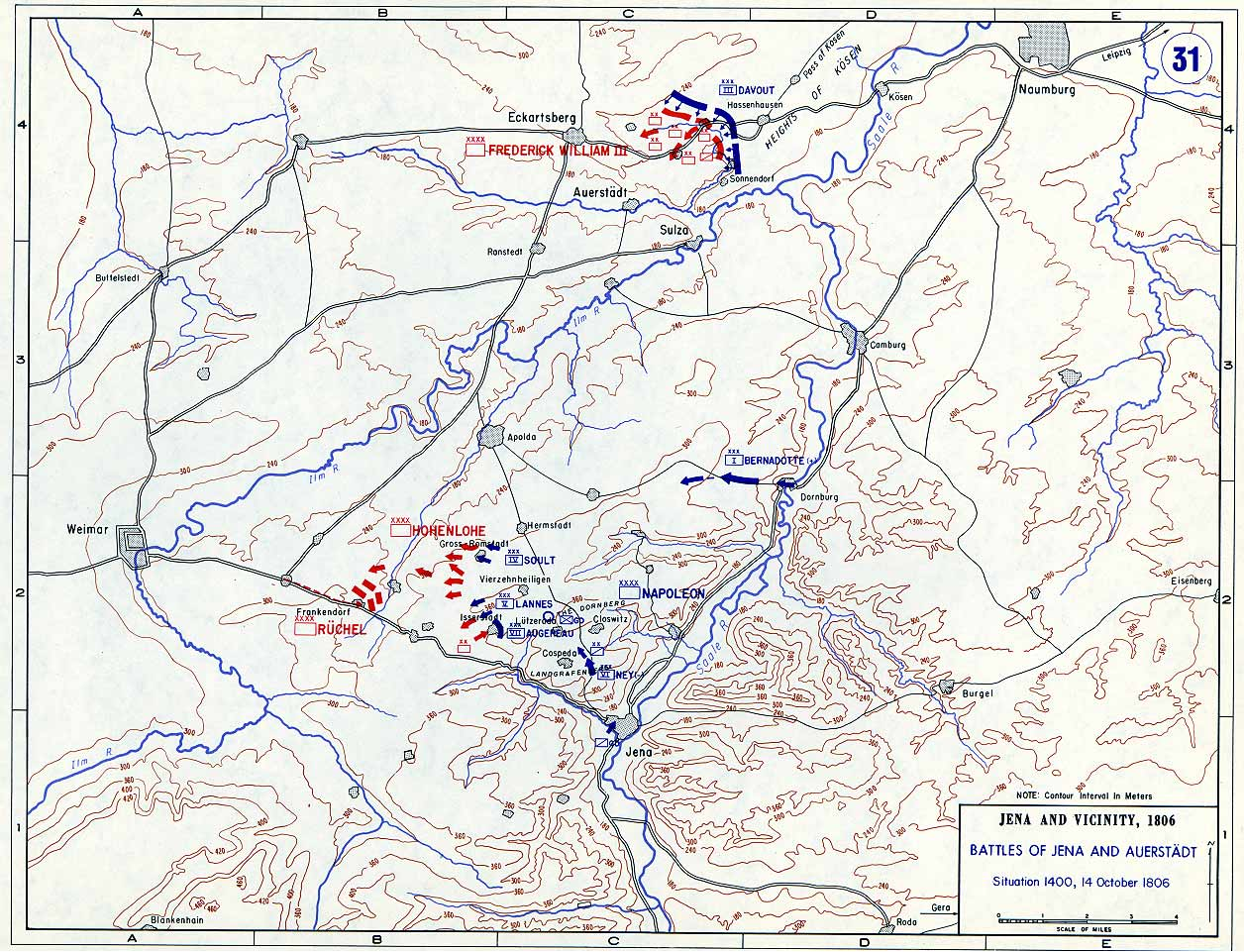
위치 - 10월 14일 오후 2시의 양군 배치도

오후 2시 뤼벨의 원군 13,000명이 전장에 도착했다. 그런데 뤼벨은 아군의 후퇴를 엄호하지 않고, 프랑스군을 향해 돌격을 개시했다. 제5군단, 제6군단, 제7군단은 이를 맞아 싸워, 우세한 병력으로 철저하게 격파했다. 이로써 최후의 예비병력도 소멸된 프로이센군은 완전히 붕괴되었다. 붕괴에 빠진 프로이센군에 대해 프랑스군은 추격에 나섰고, 여기에 뮈라의 기병 예비군단도 합세해 패잔병을 토벌했다. 프로이센군의 약간의 잔당은 산산히 흩어져 북쪽으로 도망을 치게 되었다.
이 예나 전투에서 프로이센군은 병사 25,000명, 포 112문을 잃었다. 이에 비해 프랑스군의 피해는 5,000명 정도를 넘지 않아 완벽한 승리라고 말할 수 있었다. 무엇보다 피아의 병력차에 큰 차이가 있었기에 당연한 승리라고 할 수 있었으나, 프로이센군 주력을 격파한 것이라고 생각한 나폴레옹은 승리를 크게 기뻐했다. 그러나 실제로 그날 더 중요한 승리가 북쪽 아우어슈테트에서 얻어졌다.

## 아우어슈테트에서의 전투서열
결전을 앞둔 양군의 전투서열은 다음과 같다.

### 프랑스군
제3군단(병력 27,000명, 대포 45문) - 다부 원수 (실제로는 소모된 것은 26,000명 전후)
- 제1보병사단(10,000명, 대포 10문 전후) - 모랑
- 제2보병사단(7,800명, 대포 8문) - 브리앙
- 제3보병사단(8,000명, 대포 8문) - 기당
- 기병여단(1,500명) - 비아라네
- 군단포병(대포 17문) - 아닉크

### 프로이센군
중앙군(63,000명, 대포 230문) - 프리드리히 빌헬름 3세, 브라운슈바이크 공작 카를 빌헬름 페르디난트
- 전위사단(7,000명) - 블뤼허
- 주력군(31,000명) - 브라운슈바이크 공작
  - 제1사단(9,500명) - 오라네 공작 빌헬름 프리드리히
  - 제2사단(10,500명) - 발텐슈레벤 백작
  - 제3사단(11,000명) - 슈메타우 백작
- 예비군(15,000명) - 카르클라이트 백작
  - 제1사단(7,700명) - 키하임
  - 제2사단(7,300명) - 아르님
- 미투입(10,000명)

## 아우어슈타트 전투

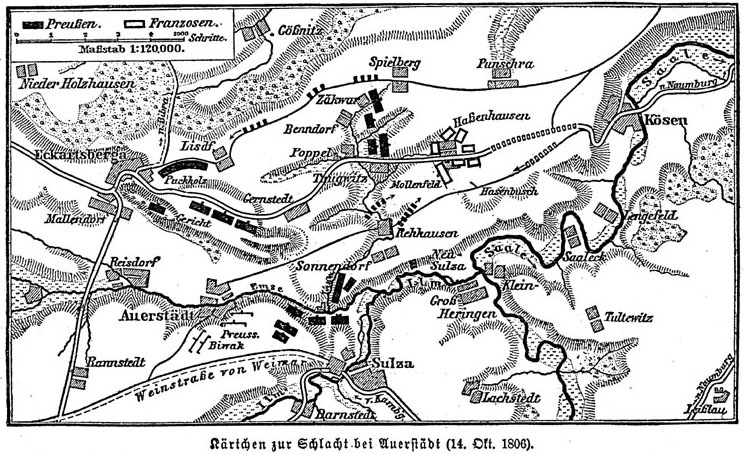
아우어슈테트 전투

10월 14일 이른아침 다부의 제3군단은 나움부르크를 출발해 서쪽의 게젠으로 향했다. 같은 시기 베르나도트의 제1군단은 남쪽의 도르슨부르크로 향했다. 여기서 프로이센군은 바이마르에서 에카츠부르크를 경유해 나움부르크로 향하고 있었다. 오전 6시 30분 제3군단 선봉 기당 사단은 자레 강을 건넜다. 오전 7시 기당 사단은 하센하우젠부근에서 프로이센군과 접촉해 그대로 교전에 들어갔다. 예나와 같이 아우어슈테트도 짙은안개에 휩싸여 양군도 교전개시 시점에서 적군의 상세한 정보를 알지 못했다. 기당은 최초 교전에서 사로잡은 프로이센군 병사를 사령부로 보냈고, 다부는 이 포로를 통해 정면에 존재하는 것이 적의 주력이라는 정보를 얻게 되었다.
다부는 즉시 행동을 개시했다. 즉 기당 사단에게 하센하우젠을 중심으로 전열을 형성하게 했다. 계속해서 제레 강 맞은편 강변에 있던 후속부대 모랑 사단, 브리앙 사단, 비아라네 기병여단에게 전장으로 급히 진군할 것을 명령했다. 그리고 베르나도트의 제1군단에게 빨리 지원을 위해 달려오라고 요청했다. 한편 프로이센군도 블뤼허사단을 좌익, 슈메츠타우사단의 선봉을 우익으로 삼아, 기당사단에 대한 전선을 형성했다.
오전 8시, 최초 공격에 나선 것은 블뤼허의 기병여단이었다. 기당은 부대에게 방진을 만들게 해서 이에 대항했다. 블뤼허는 4번에 걸친 기병돌격을 감행했지만, 슈메츠타우 사단과의 연계가 충분하지 않아, 기당 사단의 견고한 방진에 모두 격퇴되었다.
오전 8시 30분 브리앙 사단이 전장에 도착해 다부는 이들을 기당 사단의 우익에 배치했다. 같은시기 프로이센군도 슈메츠타우 사단의 본대가 도착해 그대로 선봉과 합류시켜 전투에 참가시켰다. 후속부대는 이 슈메츠타우 사단을 중앙에 전개했다. 바르텐슈레벤사단 선봉은 우익, 오라네사단 선봉은 좌익에 배치했다. 이 시점에서 프로이센군은 적어도 25,000명이었고, 이에 맞서는 프랑스군은 15,000명에 불과했으나, 다부는 교묘하게 부대를 움직여 프로이센군의 공격을 손쉽게 맞아 싸웠다.
오전 9시 비아라네 기병여단이 도착해 다부는 이들을 우익에 투입했다. 비아라네 여단은 브리앙사단과 협력해 우익의 공세를 강화하고 블뤼허사단을 후퇴시켰다. 이로 인해 생긴 공간을 메우기 위해 브라운슈바이크는 우익부대 일부를 좌익으로 이동시켰고, 이 때문에 기당사단이 받고 있던 부담이 감소했다. 적 공세가 강했던 좌익을 놔두고 정면에서 공격하지 않고, 우익을 움직여 지원하게 만든 다부의 전술은 뛰어났다.
오전 10시 발텐슈레벤사단 본대가 도착해 그대로 선봉과 합류해 전투에 참가했다. 이로 인해 프로이센군은 카를크라이트군과 오라네사단본대를 제외하고 적어도 30,000명에 달했다. 브라운슈바이크는 주공을 하센하우젠으로 정하고, 총공격을 명령했다. 프랑스군은 이시점에서 16,000명으로 이날 무엇보다도 전력비가 크게 벌어진 순간이었다.
그러나 이런 상황에 직면해도 다부는 냉철하고 적절한 지휘를 맡아 교묘한 부대기동으로 프로이센군의 공격에 대처했다. 기당사단이 일시적으로 후퇴했을 때 프랑스군은 이 총공격을 견뎌냈다. 다행히 브라운슈바이크와 슈메츠타우를 부상시켰다. 두사람은 후송되었으나, 이 전투상처가 원인이 되어 얼마 안가 사망했다.
최고사령관 이었던 브라운슈바이크 공작의 부재는 프로이센군의 지휘계통을 마비시켰다. 부사령관인 카를크로이드가 바로 지휘권을 계승하였으나, 이 시점에서 그는 전장에 도착하지 못했고, 또 브라운슈바이크 공작의 부상 보고도 늦어졌기 때문에 지휘권의 계승이 이루어지지 않았다. 프로이센군의 구식 통신능력이 치명적인 상황을 초래했다. 사실상 이 시점에서 프로이센군의 지휘통제는 붕괴되고, 각 부대 지휘관은 단독으로 교전을 벌이게 되었다.
오전 10시 30분 프리드리히 빌헬름 3세는 이날 유일하게 명령을 내렸다. 오라네사단 본대를 전장에 투입시킨 것이었다. 그러나 왕은 오라네사단을 분할하여 양익을 지원하라는 전력 분산의 우(愚)를 범했다. 이로 인해 양익은 일시적으로 지탱되었지만 프랑스군에게 효과적인 타격을 주지 못했다.
오전 11시 모랑사단이 도착해 다부는 그를 좌익에 투입했다. 모랑사단은 맹공을 가해 투입된 오라네사단 본대를 격파하고 계속해 발텐슈레벤사단도 격퇴했다. 이 양쪽 사단의 격파직후, 곧 카를크로이드군이 전장에 도착했다. 키하임사단 및 아르님사단이 투입되었지만, 오라네사단과 바르텐슈레벤사단의 패잔병이 전진을 방어했기에 신속한 전투참가도 할 수 없었다.
오전 12시 모랑사단은 곧 전진해 슈메타우사단의 측면으로 향했다. 이 맹공을 저지하기 위해 빌헬름 공작의 기병여단이 모랑사단에 대해 돌격을 감행했다. 그러나 모랑은 신속히 방진을 조직해 이 돌격을 모두 격퇴했다. 빌헬름 공작의 기병여단은 후퇴하고 엄호를 잃어버린 슈메타우사단도 이윽고 붕괴되었다.
이쯤에서 다부는 총공격을 명령했다. 기당사단, 브리앙사단도 반격으로 전환해 지휘계통이 붕괴되어 연계가 어려운 프로이센군을 차례로 격파했다. 기하임사단, 아르님사단은 아군의 후퇴를 엄호하며, 제3군단 앞에 버텼지만 얼마안가 격퇴되었다. 제3군단도 기세를 타고 프로이센군을 일거에 아우어슈테트까지 몰아붙였다.
오후 1시까지 프로이센군의 조직적인 저항은 종료되었다. 프리드리히 빌헬름 3세의 휘하에 약간의 예비병력이 남아있었으나, 이미 전의를 상실한 왕은 이들을 투입하지 않고 총퇴각을 명령했다. 제3군단은 밤까지 추격을 계속해 프로이센군에게 막대한 피해를 입혔다.
이 아우어슈테트 전투에서 프랑스군 제3군단은 총병력의 ¼ 인 7,000명을 잃었다. 그러나 이에 비해 프로이센군은 병력 13,000명과 대포 115문이란 막대한 피해가 생겼다. 다부의 제3군단은 실제 2배의 적군을 상대로 2배의 피해를 입힌 것이었다. 이정도의 병력차를 극복한 전투사례는 전사상에서도 희박하였고, 나폴레옹 전쟁중에서는 거의 사례가 없다. 프랑스군의 질적 승리도 승리의 요인중 하나이지만, 다부의 걸출한 전술지휘능력이 있지 않았다면 이 승리는 거둘 수 없었을 것이다.

## 결과 및 영향
다부의 부사령관 드로브리앙에게서 아우어슈테트 전투의 보고를 들은 나폴레옹은 처음엔 그 내용을 믿지 않고, [귀관의 원수는 물체가 2개로 보이는가 보군]이라고 농담을 했다(다부는 극도의 근시였다). 그러나 보고가 사실이라는 것을 알고 경악한 나폴레옹은 다부에게 최대한의 찬사와 선물을 보냈다. 다음날 발행된 대육군 홍보 제5호에서는 아우어슈테트 전투에 대해서 다음과 같이 기록했다.
우리군의 우익을 맡은 다부 원수가 기적을 만들었다. 케젠을 통해 진출한 적군의 대부분을 포위해 보이며, 3뤼이상 압박해 격파한 것이다. 그는 무인의 제1의 소질인 탁월한 용기와 견실한 성격을 발휘한 것이다 -대육군 홍보 제5호

그리고 나폴레옹은 1808년 다부에게 아우어슈테트 공작의 칭호를 하사했다.
대조적으로 질책받은 사람은 베르나도트였다. 베르나도트의 제1군단은 다부의 원군으로 달려오지 않았고, 한편 주전장이었던 예나에도 참가하지 않았다. 제1군단은 원만하게 행군해 도른부르크를 경유해 아포로다에 도착한 것은 14일 저녁이었다. 적의 주력을 놓칠 가능성이 있다는 것을 생각한다면 베르나도트의 행동은 비판당하는게 당연한 것이었다. 나폴레옹은 베르나도트의 처분도 생각했으나, 그의 아내이자 나폴레옹의 옛 약혼자 데지레 클라리에 대한 배려로 처분은 이루어지지 않았다.
다만 이 베르나도트에 대한 비판에 대해선 많은 반대의견이 있다. 말하자면 도른베르크 주변의 지형 때문에 행군이 곤란했다는 것, 아니면 강행군해서도 전장에 도착하는 것이 시간적으로 불가능하다는 것, 등이 있다. 무엇보다 제3군단의 위기상황을 초래한 것은 위에서 설명한 것처럼 나폴레옹 자신의 오해에 기초한 명령때문이었다. 많은 역사가는 나폴레옹의 실패를 숨기기 위해 희생양으로 베르나도트가 비판받은 것이 아닌가 지적하였다. (실제 다부 원수는 자신을 돕지 않고 멀뚱멀뚱 바라만 보는 베르나도트에 분노하여 결투 직전까지 갈 뻔했다. 나폴레옹의 중재가 아니었다면 정말 둘중 하나가 죽을지 몰랐울 만큼이었다.)

허나, 나폴레옹의 정확한 명령은 다부와 합류하는 것을 기초로 하는 것이었다. 애초에 근처에서 다부 군단이 전투를 벌이는 것이 뻔한데도 같이 합류해야할 군단을 돕지않고 그냥 본인만 움직였다는 것은 베르나도트 개인의 실책으로 볼 수 밖에 없다. 애초에 베르나도트와 다부는 앙숙 관계에 있었으며 다부의 계급은 베르나도트보다 아래였기에 베르나도트는 굳이 자신이 다부의 상황에 자신을 엮을 필요가 없다는 개인적인 이유의 실책을 저지른 것이다.
어쨌거나 프랑스군은 승리했다. 두곳의 전투에서 프로이센군의 피해는 병력 38,000명 대포 227문이라는 막대한 것이었다. 그 후 추격전은 일방적으로 전개되었다. 용병으로 이루어진 프로이센군은 한번 붕괴되면 재편이 곤란했기에 프랑스군의 추격에 대해 막을 방법이 없었다. 사실상 이 전투에서 패배한 시점에서 프로이센군은 붕괴되었으니 예나-아우어슈테트 전투는 진정 결정적인 전투였다.
의기양양 예나에 입성한 나폴레옹을 맞이한 시민중에 당시 예나대학에 교수로 근무하던 철학자 헤겔이 있었다. 나폴레옹을 본 헤겔은 다음과 같이 평했다.
세계정신이 말에 올라타 통과하고 있다(Weltseele zu Pferde)

## 전후

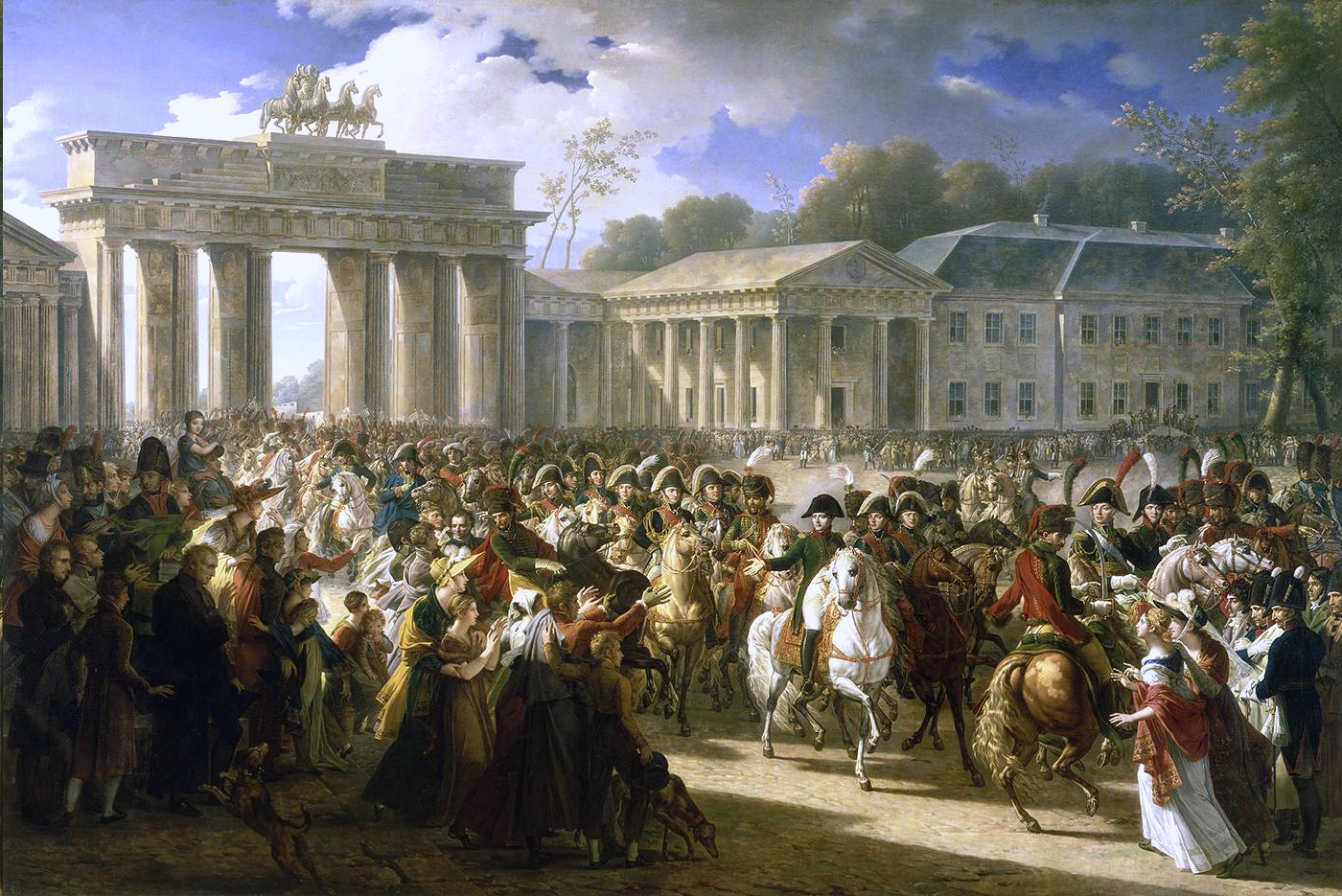
나폴레옹의 베를린 입성(Charles Meynier)

예나-아우어슈테트 전투에서 프로이센군 주력을 격파한 프랑스군은 프로이센 본토까지 일거에 침공했다. 10월 25일 프랑스군은 수도 베를린에 입성했다. 이때 나폴레옹은 최고의 전공을 세운 다부에게 제일 첫 번째로 입성하는 영예를 주었다. 11월후반에 이르자 프랑스군은 프로이센 전역을 제압해 최종적으로 사망 24,000명, 포로 140,000명의 피해를 프로이센군에게 입히고 괴멸시켰다. 프로이센군에서 프랑스군에 끝까지 저항한 이들은 게르하르트 폰 샤른호르스트, 아우구스트 나이트하르트 폰 그나이제나우 등이 지휘하는 군대였다. 그들은 훗날 프로이센군의 개혁에 엄청난 역할을 맡게 된다.
이로써 프로이센은 프랑스의 지배하에 들어가게 되었으나, 전쟁은 여기서 끝나지 않았다. 쾨니히스부르크로 도망친 프리드리히 빌헬름 3세는 러시아의 원군을 끌어들여 프랑스에게서 영토를 회복하려고 했다. 이에 응해 러시아군은 약 10만의 군대를 동프로이센에 집결시켰다. 나폴레옹은 프로이센의 측면안전을 확보하기 위해, 또한 러시아군을 격파해 조약을 맺기 위해 폴란드로 침공을 개시했다.
프로이센왕을 대신해 왕비 루이제가 프랑스와 조약을 맺게 되었다. 루이제는 나폴레옹에게 프로이센에 대해 관대한 조치를 요구했으나, 황제는 왕비에게 극히 냉담했다. 프로이센의 전후처리는 다음해 7월 틸지트 조약으로 결정되었고, 프로이센은 엘베 강 서쪽의 영토와 폴란드를 상실하고, 1억 2천만 프랑의 배상금을 물어야 했다. 1808년에 맺어진 파리 조약으로 육군의 인원도 4만 2천 명으로 제한되어 오랫동안 억압에 억눌러야 했다. 이 가혹한 조약은 프로이센 국내에 반 프랑스 감정을 촉발시켜, 제5차 대프랑스 동맹의 결성을 부르게 된다.

## 참고서적
일본의 참고서적입니다.
- デイヴィッド・ジェフリ・チャンドラー著、君塚直隆(他)共訳、『ナポレオン戦争　欧州大戦と近代の原点　第3巻』
- 『世界の戦争　7　ナポレオンの戦争』、講談社
- ピーター・パレット著、白須英子訳、『クラウゼヴィッツ　『戦争論』の誕生』、中央公論社
- 長塚隆二、『ナポレオン』、文藝春秋
- 有坂純(他)著『世界戦史　2』学習研究社
- エミール・ブカーリ著、小牧大介訳、『ナポレオンの元帥たち　フランス帝国の群雄伝』、新紀元社